# Christelle Doumergue
Christelle Doumergue (Lyon, 28 de noviembre de 1963-Lyon, 24 de enero de 2023) fue una baloncestista francesa que jugaba en ala-pívot.

## Carrera deportiva
Comenzó su carrera en 1973 con Frat Oullins y se unió a ASVEL en 1975.  Comenzó su carrera senior con Clermont UC en 1981. Fue ganadora de la Coupe Joë Jaunay en 1990 y 1991 con Tango Bourges Basket.   Se retiró del baloncesto profesional en 2003 después de jugar en el Stade Clermontois BF.
Doumergue hizo su debut con la selección francesa el 27 de julio de 1979 contra Yugoslavia y participó en el EuroBasket Femenino en 1980, 1985, 1987 y 1989. Su último partido con la selección nacional se jugó el 21 de julio de 1989 contra Senegal.